# Alstroemeria julieae
Alstroemeria julieae es una especie de las alstroemeriáceas.Fue descrita por primera vez por M.C.Assis en 2002. Alstroemeria julieae pertenece al género Alstroemeria y a la familia Alstroemeriaceae.

## Descripción
Es endémica del sureste de Brasil, especialmente descrito en el estado Minas Gerais. Es un geófito tuberoso, erecto, de 0,6 a 1,2 metros (2 a 3,9 pies) de altura y crece principalmente en el bioma tropical estacionalmente seco. Sus hojas son parecidas al papel, de color gris, oblongas o elípticas, glabras, distribuidas en todas las ramas vegetativas con tépalos externos e internos abigarrados de color rojo.